# Europese kampioenschappen badminton 1974
De 4e editie van het Europees kampioenschap badminton werd georganiseerd door de Oostenrijkse stad Wenen. Het toernooi duurde 3 dagen, van 18 april 1974 tot en met 20 april 1974.

## Medaillewinnaars
| Onderdeel      | 1e plaats                   | 2e plaats                    | 3e plaats                          |
| -------------- | --------------------------- | ---------------------------- | ---------------------------------- |
| Mannen enkel   | Sture Johnsson              | Thomas Kihlström             | Derek Talbot                       |
| Mannen enkel   | Sture Johnsson              | Thomas Kihlström             | Flemming Delfs                     |
| Vrouwen enkel  | Gillian Gilks               | Lene Køppen                  | Margaret Beck                      |
| Vrouwen enkel  | Gillian Gilks               | Lene Køppen                  | Joke van Beusekom                  |
| Mannen dubbel  | Willi Braun Roland Maywald  | Svend Pri Poul Petersen      | Elo Hansen Flemming Delfs          |
| Mannen dubbel  | Willi Braun Roland Maywald  | Svend Pri Poul Petersen      | Mike Tredgett Ray Stevens          |
| Vrouwen dubbel | Gillian Gilks Margaret Beck | Susan Whetnall Nora Gardner  | Pernille Kaagaard Ulla Strand      |
| Vrouwen dubbel | Gillian Gilks Margaret Beck | Susan Whetnall Nora Gardner  | Joke van Beusekom Marjan Leuskens  |
| Gemengd dubbel | Derek Talbot Gillian Gilks  | Elliot Stuart Susan Whetnall | Mike Tredgett Barbara Giles        |
| Gemengd dubbel | Derek Talbot Gillian Gilks  | Elliot Stuart Susan Whetnall | Wolfgang Bochow Marieluise Zizmann |
| Teams          | Engeland                    | Denemarken                   | Zweden                             |

## Medaillespiegel
| Plaats | Land           | Goud | Zilver | Brons | Totaal |
| 1      | Engeland       | 4    | 2      | 4     | 10     |
| 2      | Zweden         | 1    | 1      | 1     | 3      |
| 3      | West-Duitsland | 1    | 0      | 1     | 2      |
| 4      | Denemarken     | 0    | 3      | 3     | 6      |
| 5      | Nederland      | 0    | 0      | 2     | 2      |
| Totaal | Totaal         | 6    | 6      | 11    | 23     |